# Rodeberg
Rodeberg là một đô thị thuộc huyện Unstrut-Hainich trong bang Thüringen, Đức. Đô thị này có diện tích 26,55 km².